# Jalousies (Buffy)
Pour les articles homonymes, voir Jalousie (homonymie).
Jalousies est le 2e épisode de la saison 5 de la série télévisée Buffy contre les vampires.

## Résumé
Alors que Giles, Buffy et Dawn partent acheter du matériel à la boutique de magie, ils découvrent le corps du propriétaire, qui a apparemment été tué par des vampires. Buffy envoie Dawn à l'extérieur et la jeune fille rencontre un fou qui lui dit qu'elle n'appartient pas à ce monde. Giles s'aperçoit que la boutique faisait d'importants bénéfices, ce qui le laisse songeur. Le soir, Harmony, et son gang de « mignons », vient défier Buffy mais elle ne trouve chez les Summers que Dawn, Alex et Anya. Dawn invite malencontreusement Harmony à rentrer mais Alex arrive à la jeter dehors.
Cependant, Buffy est très agacée par le comportement de sa petite sœur, qu'il faut sans cesse protéger. Dawn, en entendant cela, prend la fuite mais se fait immédiatement kidnapper par le gang d'Harmony. Buffy se lance alors à sa recherche et apprend par Spike où se trouve le repaire d'Harmony. La Tueuse élimine tous les membres du gang, hormis Harmony qui s'échappe, et ramène sa sœur à la maison, toutes les deux, en accord pour une fois, décidant de ne rien dire à leur mère. Le lendemain, Giles annonce son intention de reprendre à son compte la boutique de magie.

## Production
Cet épisode sert à introduire le personnage de Dawn et établit ses relations avec Buffy et les autres membres du Scooby-gang. Joss Whedon avait depuis longtemps prévu de donner à Buffy une petite sœur pour la saison 5, mais le personnage de Dawn devait à l'origine être plus jeune (une douzaine d'années) et c'est seulement après avoir choisi Michelle Trachtenberg pour l'incarner que Whedon a décidé de la vieillir. David Fury, qui se définit en riant comme le spécialiste de la série des jeunes filles de quatorze ans, s'est alors vu attribuer la tâche de développer la personnalité de Dawn et de poser des jalons pour la suite de la saison avec une totale liberté d'écriture, le téléspectateur étant alors laissé complètement dans le flou quant à l'origine de ce personnage semblant sorti de nulle part. Marti Noxon a écrit la scène entre Buffy et Riley dans le cimetière alors que la scène entre Willow et Tara a été ajoutée plus tard car l'épisode était un peu trop court.